# Beniparrell (kommunhuvudort)
Beniparrell är en kommunhuvudort i Spanien. Den ligger i provinsen Província de València och regionen Valencia, i den östra delen av landet, 300 km öster om huvudstaden Madrid. Beniparrell ligger 5 meter över havet och antalet invånare är 1 780.
Terrängen runt Beniparrell är platt.Runt Beniparrell är det mycket tätbefolkat, med 4 343 invånare per kvadratkilometer. Närmaste större samhälle är Valencia, 10,2 km norr om Beniparrell. Trakten runt Beniparrell består till största delen av jordbruksmark.